# Macropora filifera
Macropora filifera är en mossdjursart som beskrevs av Gordon och Taylor 2008. Macropora filifera ingår i släktet Macropora och familjen Macroporidae. Inga underarter finns listade i Catalogue of Life.